# 派特森–吉姆林影片
派特森–吉姆林影片（英語：Patterson–Gimlin film）是一部於1967年拍攝的美國短片，影片由羅傑·派特森（Roger Patterson）與羅伯特·「鮑勃」·吉姆林（Robert "Bob" Gimlin）拍攝，內容呈現一個未被確認的生物，兩位拍攝者聲稱該者為傳說生物「大腳怪」。影片拍攝地位於美國加利福尼亚州北部，自面世以來，該影片一直是大腳怪研究及相關爭議的焦點，並多次被用作驗證或反駁大腳怪存在的證據。該影片長度為23.85英尺（約7.27米），在影片開始前有76.15英尺（約23.21米）的騎馬片段作為前導畫面。整部影片共包含954幀畫面，以每秒16幀的速度播放，總時長約為59.5秒。 若按照人類學學者葛羅弗·克蘭茲推測，影片拍攝速度可能為每秒18幀，則該事件持續時間約為53秒。
影片於1967年10月20日拍攝（根據拍攝者所述，但亦有批評者質疑實際拍攝日期），地點位於加利福尼亞州德尔诺特县克拉马斯河支流布拉夫溪（Bluff Creek）沿岸，距離奧利良斯以西約40公里（25英里）的伐木道路附近，屬於六河国家森林範圍。該地點距離俄勒岡州邊界約60公里（38英里），距離太平洋海岸約30公里（18英里）。由於1964年的洪災導致植被重新生長，該拍攝地點多年來一度失傳，直至2011年才被重新定位。該地點位於布拉夫溪一段北向流動的溪流區域南側，該區域非正式地被稱為「保齡球巷」（the bowling alley）。
拍攝者派特森後於1972年因癌症去世，直到去世前，他始終堅稱影片中的生物是真實存在的。吉姆林則始終否認曾與派特森共謀進行任何造假行為，自1970年代初起，他大多避免公開談論此事，僅在少數三次場合發表意見。直至2005年左右，吉姆林才開始接受訪談並出席大腳怪相關會議。

## 背景

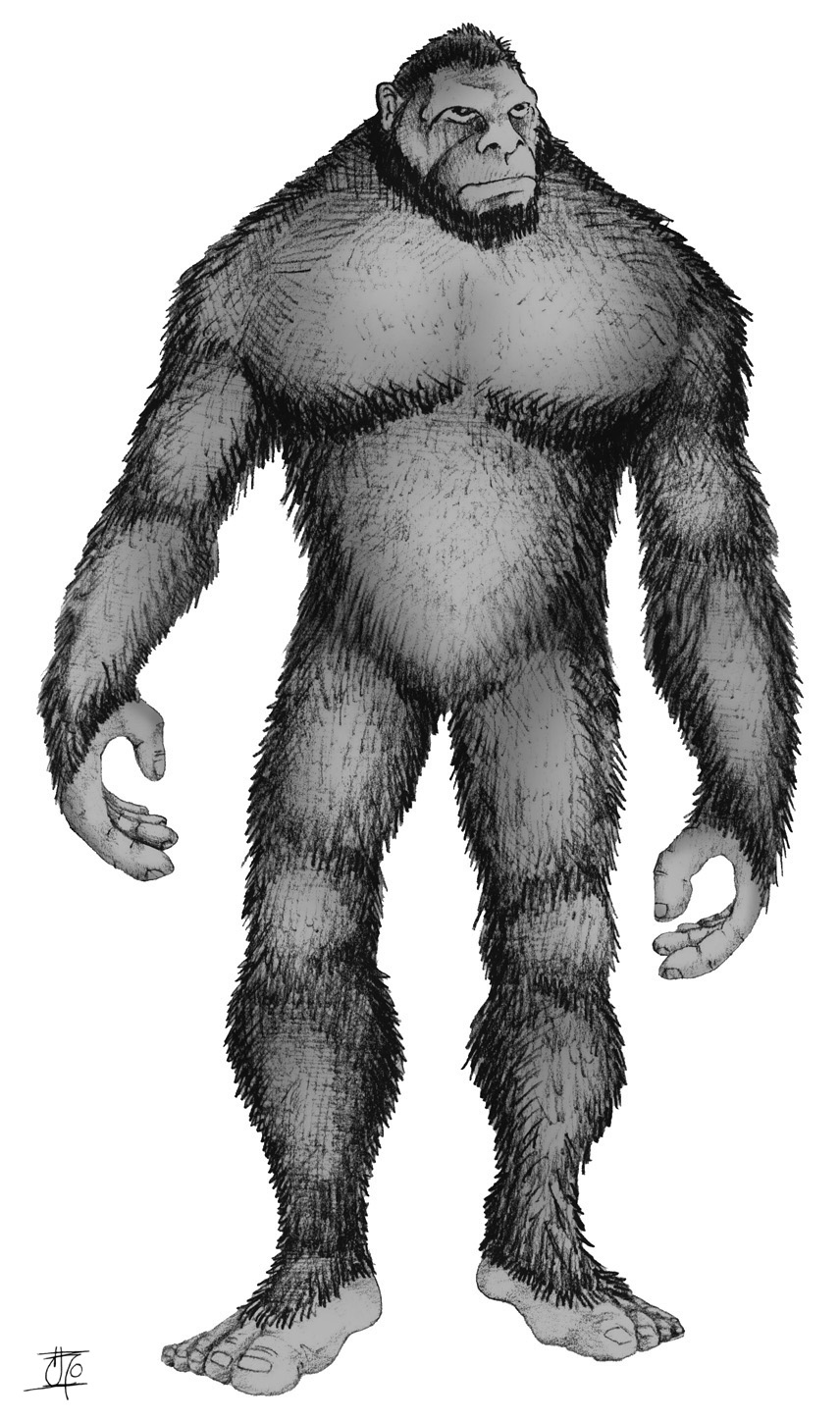
藝術家對大腳怪的描繪。

1959年12月，羅傑·派特森在閱讀《真實雜誌》由伊凡·桑德森撰寫的一篇有關大腳怪的文章後，開始對該生物產生濃厚興趣。1961年，桑德森出版了其百科全書式著作《雪人：傳說成真》（Abominable Snowmen: Legend Come to Life），對全球各地類似大腳怪的目擊報告進行了綜合調查，其中包含布拉夫溪（Bluff Creek）地區近年來發現的足跡等，這進一步激發了派特森的興趣。
根據瑪麗安·普雷斯（Marian Place）的描述：
1962年，派特森造訪布拉夫溪，並與眾多大腳怪研究者交流。1964年 ，他再度前往布拉夫溪，並結識一名伐木工人帕特·格雷夫斯（Pat Graves），由其帶領前往萊爾德草地（Laird Meadows）。在此地，派特森目睹了新鮮的巨大足跡，對他而言，這種體驗既令人興奮又帶有驚悚感。他深知，若能取得無可辯駁的證據，證明這些足跡非惡作劇，而是某種尚未被科學確認的生物所留，將是劃時代的科學突破，令他名聲大噪並獲致財富。然而，無論當時或往後數年，名聲與財富始終未曾實現。派特森投入數千小時及大量資金，持續在大腳怪出沒的區域進行搜尋。面對外界嘲笑與資金短缺，他成立了「西北研究基金會」（Northwest Research Foundation）以募集資金，並藉此推動多次探險行動。1966年，他自費出版一本平裝書，並將銷售及演講所得投入搜尋基金。儘管多次荒野探險無功而返，參與者陸續退出，但派特森始終未曾放棄。
派特森於1966年自費出版著作《美國真的有雪人嗎？》（Do Abominable Snowmen of America Really Exist?），該書被評論為「僅將報紙剪報拼湊，並以派特森具有馬戲團海報風格的筆觸串聯而成」。然而，書中收錄約20頁先前未公開的訪談與信件、17幅派特森親繪的目擊插圖、5張手繪地圖（在後來的大腳怪書籍中較為罕見），以及近20張他人提供的照片與插圖。該書於1996年由克里斯·墨菲（Chris Murphy）限量再版，並於2005年以《大腳怪影片爭議》（The Bigfoot Film Controversy）題重新發行，增補了81頁由墨菲撰寫的補充資料。
1967年5月至6月間，派特森開始拍攝一部結合劇情與紀錄片元素的偽紀錄片，講述由年長礦工與智慧印第安嚮導帶領的一隊牛仔尋找大腳怪的歷險。影片中，派特森本人及印第安嚮導（由吉姆林戴假髮飾演），與牛仔們共同追蹤，並以回憶畫面再現1924年猿人峽谷事件的主角弗雷德·貝克（Fred Beck）及其他相關人物。派特森聘請至少九名志願者參與演出與攝影，包括吉姆林與鮑勃·海羅尼穆斯（Bob Heironimus），拍攝持續約三天，疑似於陣亡將士紀念日週末進行。拍攝高潮場景時，派特森需要一套大腳怪服裝。
在1967年10月拍攝事件之前，派特森多次前往洛杉磯：
- 1964年，他駕車赴好萊塢拜訪當地搖滾音樂創作人兼吉他手、來自雅基馬的傑瑞·李·梅里特（Jerry Lee Merritt），當時正試圖推銷自己發明的呼啦圈玩具。[25][26][27][28]
- 1966年，他再次拜訪梅里特繼續推銷該玩具。[29]不久後，梅里特返回雅基馬成為派特森的鄰居，並參與大腳怪紀錄片的拍攝。[30]
- 1966年晚些時候，派特森與梅里特一同南下洛杉磯，拜訪牛仔電影明星罗伊·罗杰斯尋求協助，[31]並試圖將自養的小馬與馬車出售給迪士尼樂園或納氏草莓樂園（英语：Knott's Berry Farm）。[32]
- 1967年夏天，在雷德福家族（Radfords）提供700美元資助，並完成部分紀錄片拍攝後，他們嘗試吸引投資人籌措後續資金，但未成功。[33]同時，他們申請註冊「大腳怪（Bigfoot）」一詞的商標權。[34]

派特森吉姆林都曾是牛仔競技選手與業餘拳擊手，並且在各自體重級別中曾獲得地方冠軍。派特森在高中時還曾是美式足球隊員。1967年10月，派特森與吉姆林駕車前往北加州的六河國家森林（Six Rivers National Forest）。他們搭乘吉姆林的卡車，載著補給品與三匹側放的馬匹。派特森選擇此地區，原因包括過去此地曾多次傳出大腳怪目擊報告，以及自1958年以來持續發現的大型足跡。此外，他過去多次造訪該地區並與當地居民建立的聯繫，或許也是決定因素之一。
當時最新的目擊報告是附近的藍溪山（Blue Creek Mountain）發現的足跡，該發現於1967年8月28日後由記者約翰·威利森·格林、大腳怪研究員勒內·達欣登與考古學家唐·阿博特（Don Abbott）進行調查。 不久之後，威洛克里克雜貨店（Willow Creek Variety Store）的老闆艾爾·霍奇森（Al Hodgson）透過派特森的妻子，將此消息轉告給派特森。
儘管吉姆林表示他對大腳怪這類生物的存在持懷疑態度，但他同意派特森的堅持，決定不要以槍械射殺牠們。

## 遭遇經過
根據派特森與吉姆林的說法，1967年10月20日（星期五）午後，兩人騎馬沿布拉夫溪（Bluff Creek）東岸朝東北方向（上游）前進。大約在下午1時15分至1時40分之間，他們來到溪邊一處巨大的倒木，該倒木的根系高聳，接近一間房屋的高度。繞過這棵倒木後，他們發現了一處由1964年洪水遺留下的「瞭望臺」（crow's nest）般的樹木堆積處。此時，兩人幾乎同時注意到一個身影，據稱該身影「蹲伏在溪邊左側」或「站立於對岸」。吉姆林後來表示，初見此身影時，自己感到輕微的震驚。
派特森最初估計該生物身高約為6英尺6英吋（約1.98米）至7英尺（約2.1米），隨後修正為約7英尺6英吋（約2.29米）。部分後續分析者，如人類學家葛羅弗·克蘭茲認為，派特森的後期估計可能高估了約1英尺（約0.30米）。吉姆林則估計該生物身高約6英尺（約1.8米）。
影片中所拍攝的身影，根據派特森與吉姆林的描述，是一個高大、多毛、雙足直立、類猿外貌的生物，全身覆蓋短而呈「銀褐色」、或「暗紅棕色」、或「黑色」的毛髮，胸部明顯突出。此特徵與其他目擊者對「大腳怪」的描述大致相符。
派特森估計自己當時距離該生物最近約25英尺（約7.6米）。據稱他的馬在察覺該生物後突然受驚，他花了約20秒鐘才從馬鞍上脫身、安撫馬匹，繞到馬的另一側，並從馬鞍袋中取出攝影機，開始一邊操作攝影機、一邊朝該生物奔跑。他一邊奔跑，一邊對吉姆林喊道「掩護我！」（"Cover me!"），意即讓吉姆林準備拔槍。此時，吉姆林騎馬過溪，稍微偏離派特森的位置，持槍隨後跟上。派特森估計他與該生物最近距離約為60至90英尺（約18至27米），但吉姆林並未將槍指向該生物。
該生物在兩人接近時已開始離去。派特森在追至約120英尺（約37米）處時開始拍攝影片。該影片長度約59.5秒，以16格每秒（英語：16 frames per second）拍攝。影片初期畫面較為晃動，派特森持攝影機追至約80英尺（約24米）時較為穩定。此時，該生物轉頭向右後方看了一眼，派特森則跪倒在地。根據克蘭茲的地圖，此時約為影片第264幀。派特森後來向研究者約翰·威利森·格林形容，該生物當時的表情「充滿輕蔑與厭惡……就像裁判對你說『再說一句就把你趕出場』時那種感覺」。
影片稍後出現了著名的「回頭一瞥」（turning head glance）畫面（第352幀），是影片中最為人熟知的片段。派特森表示該生物總共「轉頭看了三次」，其他兩次可能發生於攝影開始前或其奔跑時未拍攝到。影片中，該生物轉頭後進入一片樹叢消失約14秒，之後派特森向前移動約10英尺（約3米），影片最後15秒再次拍攝到該生物身影，隨後該生物逐漸淡出畫面，最終於距離約265英尺（約81米）處消失，影片至此結束。
吉姆林隨後重新上馬，持續跟蹤該生物，保持距離，直至該生物於約300碼（約270米）處轉過彎道後消失。派特森此時呼喚吉姆林回來，因自己徒步且未持槍，擔心該生物伴侶可能出現。整個遭遇過程持續不到兩分鐘。
兩人隨後將跑散的馬匹追回，派特森從馬鞍袋中取出第二捲膠捲，拍攝現場的足跡。之後，他們沿著該生物的蹤跡追蹤，距離約一英里（約1.6公里）或三英里（約4.8公里），但最終於茂密灌木叢中失去蹤跡。兩人返回位於南方約三英里（約4.8公里）的營地，但「在濃密的灌木叢中失去目標」。隨後，他們取回石膏，回到現場測量該生物的步伐距離，並製作了兩個石膏模型，分別對應最佳的左足與右足印記。

### 爭議與異議
根據派特森與吉姆林的說法，他們是此次短暫遭遇「大腳怪」事件中唯一的目擊者。兩人的敘述大致一致，但作家格雷格·朗（Greg Long）指出其中存在若干不一致之處，特別是在他們對當時自己與馬匹反應的順序上有所出入。派特森在事後的多次重述中，曾多次調高對該生物體型的估計值。朗認為，這些分歧在不同情境下或許微不足道，但鑒於派特森與吉姆林提出的主張極為特殊，因此他們敘述中任何感知或記憶上的矛盾，都值得被關注。
支持者反駁稱，若此事件真是出於商業目的的騙局，參與者理應事先統一口供，以避免在受訪時立刻產生分歧，更不會在眾多細節上自相矛盾，亦不可能製作出一套存在明顯問題的服裝及生物行為。
另一項較具爭議的焦點在於影片的「時間軸」。此問題尤為關鍵，因為當時所用的科達克II型電影膠卷（Kodachrome II movie film）只能在配備價值超過六萬美元的專業實驗室沖洗，且西岸少數此類實驗室在週末並不提供沖洗服務。然而，派特森的妹夫艾爾·迪阿特利（Al DeAtley）回憶，他不記得影片是送往何處沖洗，也不記得在哪裡取回。
批評者認為，從拍攝時間（最早於下午1時15分）到兩人抵達威洛克里克鎮（Willow Creek，最晚下午6時30分）之間，發生的事件過於繁複，時間安排緊湊。戴格林（Daegling）評論道：「若影片實際拍攝時間比說法提前數小時甚至數天，這些時間線問題便可迎刃而解；但如此一來，故事中還有多少細節同樣存疑？」支持者則反駁，儘管時間緊湊，但仍屬合理範圍。
此外，克里斯·墨菲（Chris Murphy）曾指出：「我已向鮑勃·吉姆林確認，當時派特森騎乘的是他自己擁有的一匹小型奎特馬，而非他的威爾士小馬『花生』。派特森也事先安排借用鮑勃·海洛尼馬斯的一匹名為『奇科』（Chico）的馬供吉姆林使用，因為吉姆林當時並無適齡馬匹參與此次探險。」海洛尼馬斯則表示，「奇科」是一匹中年公馬，「性格穩定，不會跳躍或亂跑」。

## 遭遇後
大約在下午6時30分左右，派特森與吉姆林於威洛克里克的雜貨店與老闆霍奇森會合。該商店距離他們位於布拉夫溪（Bluff Creek）的營地約54.3英里（87.4公里），路線先沿布拉夫溪路行駛約28.8英里（46.3公里）至1967年公路終點，接著轉入加州96號公路南下約25.5英里（41公里）抵達威洛克里克。派特森計畫繼續駕車前往尤里卡以寄送膠片。無論在當時還是抵達尤里卡／阿卡塔（Eureka/Arcata）地區後，他均曾致電位於華盛頓州亞基馬（Yakima）的妹夫艾爾·迪阿特利（Al DeAtley），告知準備接收即將寄出的膠片。派特森亦請霍奇森聯繫唐納德·阿博特（Donald Abbott），葛羅弗·克蘭茲曾稱阿博特為「唯一對[大腳怪]議題展現嚴肅興趣的知名科學家」，希望他能協助搜尋該生物，並攜帶追蹤犬同行。霍奇森致電後，阿博特婉拒參與。達欣登認為，當日即刻撥出此通電話，是派特森非蓄意欺騙的重要證據之一。
寄出膠片後，派特森與吉姆林返回營地取回他們留下的馬匹。在途中，他們如計畫般於晚上約9:00抵達下三一（Lower Trinity）護林站，在此會見了希爾·麥考伊（Syl McCoy，另一位朋友）以及霍奇森。其後，派特森致電位於尤里卡的《時代標準報》講述了他們的遭遇經過。他們大約在午夜時分回到營地。隔天清晨5時00分或5時30分左右，天空開始下起大雨，吉姆林從營地回到拍攝現場，並以樹皮覆蓋其他腳印以加以保護。然而，霍奇森先前給他用來保護腳印的紙箱因淋濕而失效，因此他只能放棄。
當吉姆林返回營地後，他與派特森決定取消繼續尋找更多證據的計畫，擔心雨勢會導致撤退困難，便動身返家。他們試圖沿「低路」，即布拉夫溪路離開，但因泥石流阻路，改為取道陡峭的洋蔥山路（Onion Mountain Road）。途中，他們的卡車從路肩滑落，最後在未經授權的情況下，借用附近的一台装载机才將車輛拖出。從營地返回住處的路程約580英里（930公里），其中首28.8英里（46.3公里）為低速的伐木道路，之後還有約110英里（180公里）為曲折蜿蜒的96號公路。駕駛載有三匹馬的卡車，考慮偶爾停靠的情況下，若以每小時45英里（72公里）的平均速度行駛，預計需時13小時才能於星期六傍晚抵達；若以每小時40英里（64公里）的平均速度行駛，則需時約14.5小時。
美國林務局木材管理助理萊爾·拉弗蒂（Lyle Laverty）表示，「我[和我的三人小組，駕駛一輛吉普车]是在19日（星期四）或20日（星期五）經過該地點，」 並未發現任何足跡。在週末休假期間讀到派特森的遭遇新聞後，拉弗蒂與他的團隊於23日（星期一）返回現場，並拍攝了六張足跡照片。（後來，拉弗蒂曾於小布希政府時期擔任內政部助理部長。）標本剝製師及戶外探險家羅伯特·提特穆斯（Robert Titmus）則於九天後與其姊妹及姊夫一同前往現場。提特穆斯為該生物連續十個足跡製作了石膏模型，並盡可能地在地圖上標註了派特森與該生物的移動路線。

## 公開展示

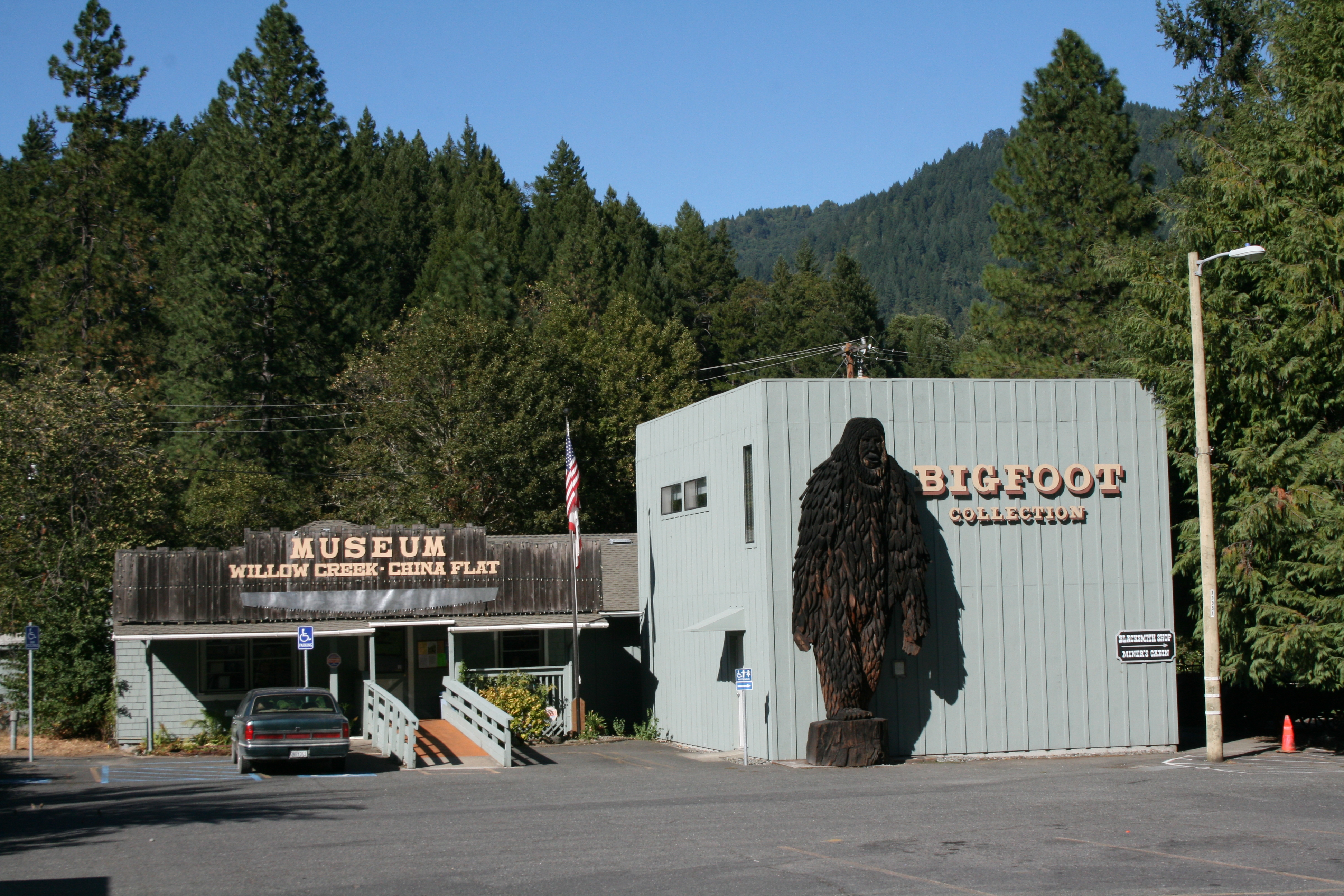
位於加州威洛克里克的「大腳怪博物館」（Bigfoot Museum）。

葛羅弗·克蘭茲曾寫道：「派特森急於將膠片沖洗出來。起初，他認為自己帶回了大腳怪存在的證據，並且真心期望科學界能接受這段影片。然而，願意觀看該膠片的科學家寥寥無幾。」這些影片展示通常安排於科學學會組織的會議上，協助主辦的是支持派特森影片的動物學家、作家及媒體人伊凡·桑德森。根據記錄，總共舉行了七場放映，地點包括溫哥華、曼哈頓、布朗克斯、華盛頓特區（兩次，均於1968年底前完成）、亞特蘭大以及俄勒岡州的比弗頓。從已知的受訪者反應來看，大部分人對影片持保留態度，但部分人士表示出興趣。
克里斯多福·墨菲（Christopher Murphy）指出：「1971年，達欣登攜帶該影片前往歐洲，先後拜訪英國、芬蘭、瑞典、瑞士與苏联。雖然這些國家的科學家相較北美普遍更為開放，但結論大致相同……唯獨在蘇聯，與巴亞諾夫（Bayanov）、布爾采夫（Bourtsev）及其同事會面時，似乎出現一絲希望的曙光。」
儘管科學界對影片的興趣有限，派特森仍藉此獲利。他與英國廣播公司（BBC）達成協議，允許BBC在紀錄片劇情片中使用該影片，作為回報，派特森得以隨BBC影片進行巡迴展映，並將其素材與自身紀錄片及與迪阿特利拍攝的額外素材結合。該影片曾在美國西北地區及中西部部分地方電影院上映。當時普遍採用的「四牆式發行」手法也被用於此類自然類紀錄片，透過大量當地廣告（主要是電視廣告）宣傳，安排多日展映。[94]該片獲得一定的商業成功，迪阿特利估計，他所持有的50%利潤約為7.5萬美元。
該影片在全美媒體中引發相當關注。派特森曾參加多個熱門電視談話節目，播放並宣傳影片，堅定宣揚大腳怪存在的信念。例如，他於1967年在洛杉磯的《喬·派恩秀》上露面，該節目覆蓋美國西部大部分地區；亦曾登上默夫·葛里芬節目（Merv Griffin's program），達欣登於該節目中分析影片；此外，派特森亦曾參與喬伊·畢曉普脫口秀以及约翰尼·卡森主持的《今夜秀》。關於該影片的文章亦刊登於《阿戈西》、《國家野生》及《读者文摘》。
1967年11月，吉姆林接受溫哥華主持人傑克·韋伯斯特（Jack Webster）專訪，該訪談部分由約翰·威利森·格林錄音，並收錄於洛倫·科爾曼著作《大腳怪！》（Bigfoot!）中。1968年派特森「四牆式」巡迴展映期間，他亦曾在當地電台接受訪問。
派特森後期將影片發行權多次轉售給不同買家，引發長期且費用高昂的法律糾紛。
派特森去世後，麥可·麥克勞德（Michael McLeod）寫道：「在迪阿特利與帕特里夏·派特森（Patricia Patterson）同意下，發行商羅恩·奧爾森（Ron Olson）接手了『西北研究』的業務，並更名為『北美野生動物研究協會』（North American Wildlife Research Association）。奧爾森全職負責報告撰寫、志願者招募及數次小型探險組織。奧爾森團隊所建造的大脚怪陷阱至今仍保存。奧爾森並向美國國家企業公司（American National Enterprises, ANE）積極遊說，促成一部大腳怪電影的拍攝。1974年，ANE終於同意製作該片，並於1975年上映，片名為《大腳怪：人類或野獸》（Bigfoot: Man or Beast）。Olson為影片構思以大腳怪研究隊為主角的劇情。該片巡迴全美展映多年，奧爾森原本預計從中賺取數百萬美元，但最終未能收回成本。」奧爾森的生平事蹟收錄於芭芭拉·瓦森（Barbara Wasson）著作《薩斯夸奇現身記》（Sasquatch Apparitions）中。
1974年11月25日，美國哥倫比亞廣播公司（CBS）播出紀錄片《怪物！是謎還是神話？》（Monsters! Mystery or Myth），內容涉及尼斯湖水怪與大腳怪，該片由史密森尼学会共同製作，但翌年終止的合作契約。該節目吸引約五千萬觀眾收看。1975年，Sunn Classic Pictures發行紀錄片《大腳怪：神秘的怪物》（Bigfoot: The Mysterious Monster，亦稱The Mysterious Monsters），該片結合《怪物！是謎還是神話？》與另一部紀錄片《雪人之地》（Land Of The Yeti）的片段，並包含派特森—吉姆林影片鏡頭。

### 製片人相關
派特森以369美元的價格租用了一台16毫米攝影機，於5月13日在雅基馬的謝潑德相機店（Sheppard's Camera Shop）向攝影師哈羅德·馬特森（Harold Mattson）租借。然而，他使用攝影機的時間超過了合約規定的期限，最終在10月17日遭到拘捕令；在從布拉夫溪（Bluff Creek）回來數週後，派特森被捕。隨後，派特森於1969年將攝影機歸還，相關指控亦被撤銷。
儘管派特森積極尋求宣傳，吉姆林（Jimlin）則選擇保持低調。他僅短暫參與影片推廣工作，隨後多年來迴避公開討論其「大腳怪」經歷，並拒絕接受採訪。吉姆林後來表示，他之所以避免曝光，部分原因是派特森及推廣者迪阿特利違背當初約定，未支付其影片收益的三分之一；另一原因則是其妻子反對參與宣傳活動。
戴格林（Daegling）指出：「大腳怪支持者強調，派特森在去世前仍然是一位積極的大腳怪獵人。」例如，1969年他雇用一對兄弟開卡車四處搜尋大腳怪目擊證據並進行採訪。同年12月，他亦現身於華盛頓州波斯堡瘸腳印事件現場的後續調查。克蘭茲（Krantz）報告指出：「在影片拍攝幾年後，派特森收到一封來自泰國駐軍空軍人員的信件（即一名駐泰國美國空軍軍人），信中聲稱有一隻大腳怪（Sasquatch）被囚禁於泰國一座僧院。派特森動用了大部分剩餘資金，準備遠征取回該生物。」
然而，派特森最終發現此為騙局。派丹尼斯·詹森（Dennis Jenson）曾徒勞前往泰國調查，並判斷該軍人「精神狀況不穩定」。隨後，派特森在收到該男子第二封虛假信件後，決定親自與詹森一同前往泰國。為籌措經費，派特森聯絡了已返回ANE公司的羅恩（Ron），並將影片片段的戲院放映權賣給該公司，據奧爾森（Olson）所述，該交易獲得不錯的資金。
派特森於1972年死於霍奇金淋巴瘤。根據麥可·麥克勞德（Michael McLeod）、格雷格·隆（Greg Long）和比爾·曼斯（Bill Munns）的說法，「在羅傑去世前幾天，他告訴《大腳怪》書籍作者彼得·伯恩（Peter Byrne），事後回想起來……他[希望自己]當時應該把那東西（即殺死大腳怪）帶回來，而不是拍下那卷膠片。」根據葛羅弗·克蘭茲（Grover Krantz） 和羅伯特·派爾（Robert Pyle）的說法，多年後，派特森和吉姆林都同意，他們當初應該嘗試殺死那個生物，這樣不僅可以獲得經濟利益，也可以讓批評者閉嘴。
1995年，距離派特森－吉姆林影片拍攝近三十年後，技術作家及研究太平洋西北神秘事件的業餘作家格雷格·隆開始進行多年訪談。他訪問了多位認識派特森的人，其中一些人形容派特森為騙子與說謊者。
- 「馬文」（化名）[141]、傑瑞·李·梅里特（Jerry Lee Merritt）[142]、帕特·梅森（Pat Mason）[143]、格倫·科林（Glen Koelling）[144]及鮑勃·斯旺森（Bob Swanson）[145]等人，因與派特森合作遭受財務損失，另有21位當地小額債權人因派特森被追討債務。[146]
- 維爾瑪·拉德福德（Vilma Radford）[147]聲稱派特森從未償還她貸予一部大腳怪電影的款項。拉德福德持有一張700美元的本票，該款項用於《Bigfoot: America's Abominable Snowman》（大腳怪：美國的雪人）拍攝費用。[148]派特森曾承諾償還850美元，並支付電影收益的5%。
- 1974年，鮑勃·吉姆林在勒內·達欣登（René Dahinden）的財務協助下，向迪阿特利及派特森遺孀帕特麗西亞（Patricia）提起訴訟，指控未收到影片收益的三分之一。該訴訟於1976年勝訴。[149][150]

## 法律狀態
根據格雷格·隆（Greg Long）的報導，1978年達成的一項法律「和解協議」使得勒內·達欣登獲得了對派特森－吉姆林影片的主要控制權。根據協議，達欣登擁有影片片段的51%權利、錄影帶的51%權利，以及完整952幀影片的100%權利；而帕蒂·派特森（Patricia Patterson）則擁有電視權的100%及影片片段的49%權利。達欣登還從鮑勃·吉姆林（Bob Gimlin）手中收購了其權利，而吉姆林並未從派特森那裡獲得任何收益。此外，與派特森合作過的梅森（Pat Mason）與拉德福德（Vilma Radford）等人，與其他曾被派特森承諾過影片收益的人一樣，最終也未獲得任何報酬。
由於該影片在美國發表時未附加版權聲明，根據1964年至1977年間的相關法規，所有未加版權聲明的作品均自動進入公有領域。因此，該影片已屬於美國的公有領域。

## 實體影片的所有權

### 第一卷
原始影片的下落不明，對其去向有多種推測。
- 派特森曾將原始影片的所有權轉讓給美國國家企業（American National Enterprises, ANE），該公司在他1972年去世後幾年破產。此後，格雷格·隆（Greg Long）寫道：「Peregrine Entertainment 收購了這家公司。之後，Peregrine被洛杉磯的Century Group收購。當Century Group於1996年破產時，伯恩（Byrne）趕到佛羅里達州迪尔菲尔德比奇，當時一位會計師正在拍賣該公司的資產以償還債務。公司的影片存放在洛杉磯的一個倉庫中，但搜尋後未能找到派特森影片的下落。」[137]
- 2008年，克里斯·墨菲（Chris Murphy）曾以為一位佛羅里達州的律師可能持有該影片，但後來才意識到，該律師曾聯繫持有該影片的洛杉磯倉庫公司，並得到回覆稱該影片並未存放在律師所持記錄所指示的位置。[153]
- 比爾·曼斯（Bill Munns）寫道，該影片「最後一次被研究人員勒內·達欣登和布魯斯·博尼（Bruce Bonney）於1980年見到，當時博尼說服位於南加州的影片庫將影片交給他」。他使用該影片製作了Cibachrome圖像。從那時到1996年間，該影片從影片庫編號存放的位置失蹤。[154]
- 原始影片至少被複製了七份。[註 4][158]
- 比爾·曼斯列出了另外四卷對影片分析有幫助的遺失衍生影片。[159][註 5]

#### 第二卷
第二卷影片的內容為派特森與吉姆林製作並展示某些腳印的石膏模型，根據當時在場人士的說法，這個短片並未在阿爾·迪阿特利（Al DeAtley）家中與第一卷一起播放。
克里斯·墨菲（Chris Murphy）寫道：「我相信這卷影片於1967年10月26日在不列顛哥倫比亞大學的放映，是第一次也是最後一次重要的公開播放。」此後該影片已經遺失。約翰·威利森·格林懷疑阿爾·迪阿特利（Al DeAtley）仍然持有該影片。
這卷影片的一段十英尺長的膠片（或其副本），從中拍攝的靜態影像由克里斯·墨菲保留，這段影片目前已經失蹤。

## 拍攝速度
討論《派特森–吉姆林影片》時，一個經常引起爭議的問題是派特森拍攝時所使用的攝影機幀率。派特森曾表示，他通常以每秒24格（24 frames per second, fps）的速度拍攝影片，但在匆忙捕捉到大腳怪影像時，並未確認攝影機的實際設定。他所使用的Ciné-KodakK-100攝影機的轉盤上有16、24、32、48和64格/秒的標記，並無卡位設計，因此可以在這些範圍內的任意幀率下拍攝。葛羅弗·克蘭茲曾指出：「派特森明確告訴約翰·威利森·格林，他在拍攝後發現攝影機設定為每秒18格。」
- 解剖學家D.W.·格里夫（D.W. Grieve）專門研究人體生物力學，他針對不同幀率對影片分析的影響進行評估，但未能得出結論。他坦言自己對於「這個影像極有可能是真實存在的」感到「困惑且不安」。[166]
- 靈長類學家約翰·納皮爾則主張，如果影片是以每秒24格拍攝，那麼畫面中的生物行走方式並無法與人類的正常步態區分開來；但若是以每秒16或18格拍攝，則其步態與人類相比具有顯著不同之處。[167]納皮爾認為，派特森「很可能會選擇以每秒24格拍攝，因為這是最適合電視播放的標準」，但他同時承認這僅是推測。[167][168]事實上，24格每秒是電影常用的標準幀率，而美國電視的標準則為每秒30格。
- 克蘭茲根據伊戈爾·布爾采夫（Igor Bourtsev）的分析結果指出，派特森的身高已知（5英尺2英寸或5英尺3英寸 [157或160 cm]），因此可計算其步幅。他將派特森為接近生物而快跑所造成的畫面抖動與其步伐進行同步比對後，主張24格每秒的設定可被排除，而「16格每秒也可排除，最合理的推測是18格每秒」。[169]
- 勒內·達欣登則指出，「在大腳怪出現之前，拍攝的馬匹畫面以每秒24格投影時顯得跳躍且不自然」。[170]他在拍攝地進行實驗，請人以快速步伐模擬生物的行走路徑，並報告稱：「我們中沒有人能在40秒內（952格 / 24格每秒 = 39.6秒）完成該距離，因此我排除了每秒24格的可能性。」[170]
- 比爾·蒙斯（Bill Munns）則表示：「一位名為比爾·米勒（Bill Miller）的研究人員從柯达公司技術人員那裡獲得了相關技術資料，稱K-100攝影機即使轉盤設定為每秒16格，實際上也會以每秒18格的速度運行。……我現在手上有九台K-100攝影機，曾在其中一台上進行測試，結果為18格每秒，但其他攝影機尚未測試過（需要實際通過膠片進行測試）。」[171]

## 分析
「派特森–吉姆林影片」在主流科學界中並未引起太多關注。觀看過該影片的科學家或進行過研究的學者的評論被收錄於克里斯·墨菲（Chris Murphy）的《大腳怪影片期刊》一書中。一般常見的反對意見包括：人類和黑猩猩的乳房都不像影片中的生物那樣覆蓋毛髮，而戴維·J·戴格林曾指出，矢狀嵴「僅在極少數情況下出現於雌性黑猩猩（原文如此）中，且程度非常微弱」。批評者認為這些特徵是影片不具真實性的證據。對此，葛羅弗·克蘭茲反駁道：「矢狀嵴……純粹是由於體型絕對大小而產生的結果」。
克蘭茲指出：「懷疑論者並未覺得有必要針對該影片提出過多的詳細反駁論點；證明責任，理應由支持者承擔。」然而，戴格林同時指出，在缺乏詳盡反駁的情況下，「該影片仍未消失於大眾視野」。類似地，克蘭茲亦認為，關於「派特森–吉姆林影片」所提出的眾多意見中，「只有極少數基於技術專業知識及對影片本身的細致研究」。
關於影片的品質，二代拷貝或來自電視及DVD製作的版本，其質量均不及一代拷貝。許多早期影格因為攝影機晃動而顯得模糊，隨後的影格質量也因相同原因而有所不同。經由（如M.K.·戴維斯（M.K. Davis）所進行的）影片穩定化處理以消除攝影晃動的影響，已提高觀眾對影片的分析能力。關於「顆粒感」問題，比爾·芒斯（Bill Munns）表示：「根據從攝影機原始底片複製的正片來看……「派特森–吉姆林影片原片的顆粒度已達到任何彩色16毫米膠片所能達到的最佳水準。」他補充道，影像在放大時顆粒感會增加。

### 科學研究

#### 貝爾納·厄韋爾曼斯
贝尔纳·厄韦尔曼斯認為影片中的生物是一名穿著服裝的人類。他認為影片中主體的毛髮分布過於均勻；乳房上的毛髮不符合靈長類動物的特徵；臀部的分離程度不足；以及該生物面對追逐者時的反應過於冷靜。

#### 約翰·R·內皮爾
著名靈長類學專家约翰·R·内皮尔，曾任史密森尼學會靈長類生物學計畫主任，是少數不僅對派特森–吉姆林影片提出評論，且以較為同情的角度研究當時可得的大腳怪證據的主流科學家之一。他於1973年出版的《大腳怪：神話與現實中的薩斯誇奇與雪人》（Bigfoot: The Sasquatch and Yeti in Myth and Reality）一書中，對此進行了探討。
納皮爾認為大腳怪作為一種真實生物的存在具有可能性，他表示：「我相信大腳怪確實存在。」然而，他對影片的真實性持懷疑態度，認為：「將科學證據整體考量後，幾乎無疑指向某種形式的騙局。影片中展示的生物無法經得起功能性分析的檢驗。」納皮爾提出了幾項他本人及其他人對影片持懷疑的理由，其中部分觀點較為普遍，但主要觀點似乎是他首創的。他首先指出，「該生物的腳印長度與根據影片計算出的身高完全不符」。其次，他對該腳印的「沙漏型」特徵表示懷疑。（對此，芭芭拉·華森（Barbara Wasson）對納皮爾的推論提出了詳細批評。）
他補充道：「我無法看見拉鍊；現在依然看不到。我認為我們只能止步於此。或許這是一個穿著猴皮的人類；若真如此，這是一場極為精巧的騙局，而這名未知的策劃者將與世上著名的騙局大師並列。又或許，這是首次拍攝到一種全新的人科生物，科學界此前全然未知的類型；若為後者，羅傑·派特森應與欧仁·杜布瓦（直立人的發現者）、雷蒙德·达特（南方古猿非洲種的發現者）齊名。」
羅德尼·格里夫（Rodney Grieve）及納皮爾的懷疑觀點，獲得了肯尼斯·懷利（Kenneth Wylie）的正面評價，而對迪米特里·巴亞諾夫（Dmitri Bayanov）和伊戈爾·東斯科伊（Igor Donskoy）的意見則給予負面評價，這些內容收錄於他1980年出版的《大腳怪：對一項現象的個人探究》（Bigfoot: A Personal Inquiry into a Phenomenon）附錄A中。

#### 埃斯特班·薩米恩托
埃斯特班·薩米恩托為美國自然歷史博物館的體質人類學專家，擁有25年觀察野生大型類人猿的實地經驗。他對派特森-金姆林影片提出評論時表示：「我確實在外觀和行為上發現了一些不一致之處，這些或許暗示這是一場偽造……但並沒有任何結論性證據證明這確實如此。」
薩米恩托最具原創性的觀察指出：「該生物的足底表面顯著顏色較淺，而手掌則似乎顏色較深。我所知的哺乳動物中，沒有任何一種其足底與手掌顏色會存在如此明顯的差異。」
他亦提出具爭議性的評論，包括：「該生物雖具有發達的臀部肌群，但未呈現人類般的臀裂（或縫隙）。」以及：「其身體比例……在各項相對數值中，大腳怪皆落在人類的正常範圍內，並與現存任何類人猿或南方古猿化石均顯著不同。」（例如，其上肢與下肢比例指數位於人類的正常範圍內。）此外，他補充道：「我估計大腳怪的體重介於190至240磅（約85、110）。」

#### 戴維·J·戴格林與丹尼爾·O·施密特
佛罗里达大学的人類學家戴維·J·戴格林（David J. Daegling）與丹尼爾·O·施密特（Daniel O. Schmitt）在檢視派特森-金姆林影片後，認為無法確定影片中的主體是否為非人類，並指出克蘭茲（Krantz）及其他學者的分析存在缺陷，使其結論不具有效性。戴格林與施密特認為，影片中主體與攝影機位置的不確定性、攝影機的移動、影像品質不佳及主體影像失真等問題，皆影響了影片的可靠性。他們總結道：「根據我們對步態及主體尺寸的分析，我們認為無法以任何確信的程度判定影片主體的身份。」
戴格林認為，影片中生物所展現的「奇特步態」是人類可以複製的：「所謂主體的速度、步幅長度與姿態的特殊性，都能透過一種『順應性步態』（compliant gait）來由人類模仿。」
此外，戴格林強調，1967年的電影及電視特效技術相較於數十年後的發展仍相對原始。他指出，如果影片中的主體確為穿著戲服的人類，那麼「認為它比當時電視節目中隨意拼湊的粗糙怪物服裝更為精良，並非不合理。」

#### 傑西卡·羅斯與詹姆斯·甘布爾
傑西卡·羅斯（Jessica Rose）與詹姆斯·甘布爾（James Gamble）為《人類行走》（Human Walking）一書的作者，該書被譽為「人類步態學的權威著作」。 二人於史丹佛大學運動與步態分析實驗室任職，曾與傑夫·梅爾德倫（Jeff Meldrum）合作，針對「派特森–吉姆林影片」中步態進行高科技的人類複製實驗。
羅斯堅信他們的實驗對象成功模仿了生物的步態，而甘布爾則持保留態度。梅爾德倫對此表示印象深刻，承認在「某些方面」的步態已被複製，但並非全部。旁白指出：「即便是專家也認為，此步態實驗無法複製所有的步態參數。」該實驗結果曾於探索頻道節目《最佳證據》的第二集中播出。

#### 克里夫·克魯克與克里斯·墨菲
克里夫·克魯克（Cliff Crook）是一位曾在華盛頓州博塞爾（Boeing）的住所收藏大量大腳怪相關紀念品的愛好者， 加拿大溫哥華的大腳怪研究者克里斯·墨菲（Chris Murphy）則與他合作，於1999年1月公開了針對派特森-金姆林影片的電腦視覺分析。分析中發現影片腰部區域似乎出現一個鐘形扣件的輪廓，疑似為服裝拉鍊或固定裝置。放大16毫米影片的四個畫面後，該細節更加明顯，暗示該物體可能為服裝配件。
由於克魯克與墨菲原本是該影片真實性的支持者，《美聯社》記者約翰·W·漢貝爾（John W. Humbell）評論說：「長期以來的熱情支持者聞到了叛徒的氣息。」

### 其他分析者

#### 戈登·瓦倫特
克蘭茲曾將該影片展示給耐克公司的一名研究員戈登·瓦倫特（Gordon Valient），瓦倫特表示：「從一些相當不尋常的動作中，得出了一些相當有用的觀察。」

#### 《怪物探索》
歷史頻道電視節目《怪物探索》第一季有一集專門探討大腳怪現象。其中，一組科學家包括明尼蘇達大學人體感覺運動控制實驗室主任尤爾根·孔查克（Jurgen Konczak）與埃斯特班·薩米恩托，嘗試讓一位身上裝有LED燈的默劇演員模仿「派特森–吉姆林影片」中大腳怪的步態，但未能成功。另一組科學家達里斯·斯溫德勒與歐文·卡迪（Owen Caddy）則運用數位增強技術，觀察到面部動作，包括眼瞼活動、類似憤怒黑猩猩般的嘴唇收縮，以及由類似黑猩猩的假唇異常導致的嘴部位置偏低。該集節目總結指出：「新的發現令人感興趣，但在找到屍體之前尚無定論。」

### 電影業界人員

#### 電影製作公司高層
根據負責環球影業紀錄片部門負責人商人戴爾·席茲（Dale Sheets）表示。派特森、吉姆林及迪阿特利曾向自己，以及未具名的「位於好萊塢環球影業特效部門的技術人員」展示這段影片。他們的結論是：「我們可以嘗試（偽造它），但必須設計出一套全新的人工肌肉系統，還得找到一個能夠學習這種行走方式的演員。這或許可以做到，但我們必須說這幾乎是不可能的。」他們也較溫和地表示：「如果這是一個穿著猩猩裝的人，那這件服裝相當出色，是一件需要花費大量時間和金錢才能製作的成果。」
克蘭茲指出，1969年，約翰·威利森·格林曾訪問華特迪士尼公司高層迪士尼高層肯·彼得森（Ken Peterson）。根據格林的記錄，彼得森在觀看影片後表示：「我們的技術人員無法複製這段影片。」克蘭茲認為，如果迪士尼人員都無法複製這段影片，那派特森本人能夠做到的可能性更低。格雷格·朗（Greg Long）則寫道：「拜恩提到他1972年到訪迪士尼工作室，當時迪士尼動畫部門主管和四名助手觀看了派特森的影片，他們稱讚這是一部美麗的作品，但表示影片應該是在片場拍攝的。當拜恩告訴他們這是在北加州森林中拍攝時，他們搖搖頭後轉身離去。」

#### 比爾·曼斯
比爾·曼斯是退休的特效與化妝藝術家、攝影師及影片剪輯師。他認為環球影業和迪士尼並非最合適的諮詢對象，應該諮詢福斯、米高梅及英國特效藝術家斯圖爾特·福瑞博，「他剛完成了《2001太空漫遊》中開創性的猩猩裝設計」。
曼斯自2009年起開始在網路上發表對這段影片的分析，並總結於線上發表的Munns報告中。2013年，他與Jeff Meldrum在Meldrum的線上期刊《Relict Hominoid Inquiry》中共同發表了三篇論文。這三篇論文中的圖片與他著作《When Roger Met Patty》中的相同，但尺寸更大且為彩色。
2014年，曼斯自費出版《When Roger Met Patty》，這本488頁的書籍收錄了上述文章，並從多個角度分析該影片及其拍攝對象。
他主張影片拍攝的是一隻真實的非人類動物，而非穿著毛皮裝的人，並提出了一種新的真偽診斷方法，以腋下為判斷點：自然的凹陷皮膚摺痕與人工垂直縫線之間的差異。曼斯的分析曾於歷史頻道節目《怪物探索》中出現。

#### 其他特效藝術家
- 參與1987年電影《哈里和漢德森一家（英语：Harry and the Hendersons）》製作「哈利」角色聞名的好萊塢化妝師里克·贝克在1992年傑拉多·李維拉（英语：Geraldo Rivera）的節目《Now It Can Be Told》中表示，他觀看過派特森的影片後，「它看起來像便宜、假的毛皮」[215]。貝克提到約翰·錢伯斯曾擁有一套「劣質的隨便走動的套裝」，並以此作為「一個笑話賣給那個拍攝的人」。後來，貝克的工作室透過傳真聲明：「他不再相信這個（即錢伯斯製作了這套服裝）是真實的。」[216]
- 羅伯特·蓋內特（英语：Robert Guenette）和弗朗西斯·蓋內特（Frances Guenette）夫婦曾提及：「我也曾與好萊塢伯曼工作室（Burman Studios）的艾利斯·伯曼（Ellis Burman）交談，他們製作過各種奇怪的生物，包括一個為巡迴展覽用的‘泡菜罐怪人’假大腳怪。伯曼否認他的公司製作過派特森的大腳怪，但表示他能複製它，只是成本會超過一萬美元。」[217]
- 以1968年電影《人猿星球》製作創新的彈性面具而獲奥斯卡金像奖的化妝師約翰·錢伯斯。根據《Bigfooter Bobbie Short》在1997年與錢伯斯在療養院進行的訪談，他否認曾為派特森影片製作服裝，並說：「我很厲害，但沒那麼厲害。」[218][219][220][221]根據蓋內特夫婦的報導，1976年前的某個時間，他們在詢問錢伯斯對影片的看法時，錢伯斯表示：「如果那個生物是個穿著套裝的人，那麼這不是一般的猩猩套裝。這不是他們能從商店購買或租賃的東西；必須是專門訂製的。他還覺得它可能是由真正的動物毛皮製成的。」[217]
- 以1960年代末的電視節目《星際爭霸戰》和《太空歷險記》聞名的服裝設計師兼猿類套裝表演者雅諾什·普羅哈斯卡（英语：Janos Prohaska），在與約翰·威利森·格林一同觀看派特森–吉姆林影片後表示，影片中的對象「非常、非常真實」。當被問及是否認為影片是偽造時，他說：「我不這麼認為……對我來說，它看起來非常、非常真實。」若為惡作劇，普羅哈斯卡認為那將是極為逼真且高超的技術，且是他所見過最好的服裝，唯一合理解釋是有人可能把假毛髮「直接黏貼在演員的皮膚上」。[222]不過大衛·達格林（David Daegling）推測，同樣效果也能透過將毛髮黏貼到緊身且具延展性的蜂巢狀內衣上實現。[223]
- 奧斯卡獎得主化妝師克里斯·沃拉斯（英语：Chris_Walas）於2004年在BigfootForums網站上提出理論，認為影片中腰部的拱形是毛皮服裝腿部與軀幹部分重疊的線所致。[224]
- 奧斯卡獎得主、電影特效監督暨化妝師斯坦·温斯顿觀看派特森–吉姆林影片後表示：「這是一個穿著糟糕毛皮套裝的人，抱歉！」他還說：「如果我的同事為電影做出這樣東西，他會失業。」他並指出，當時這種套裝的製作成本，如今只需「幾百美元」，當時可能不到「一千美元」。[225]
- 一位筆名「巴里·基思」（Barry Keith）的化妝與服裝藝術家，批評好萊塢服裝業對「這種事件多容易偽造」的自誇言論，並指出他們的「作弊手法和捷徑」在派特森影片中並未被察覺。[226]

## 惡作劇推測

### 派特森或吉姆林
派特森與吉姆林皆否認曾參與任何惡作劇。然而，1999年吉姆林在接受英國廣播公司（BBC）節目《The X Creatures》製作人克里斯·帕克漢姆（Chris Packham）電話訪問時表示，他曾「完全」相信自己不可能被騙，但也坦承：「當然，我現在年紀大了……我認為這有可能是個惡作劇。但這需要羅傑的精心策劃。」
作者格雷格·朗（Greg Long）則發現多項間接證據，指出派特森可能在華盛頓州雅基馬地區偽造大腳怪足跡，甚至疑似偽造目擊事件與照片，並推論派特森也可能偽造影片本身。其中，亞基馬地區的偽造行為可能動機之一，是為了讓當地富翁弗洛伊德·帕克斯頓相信大腳怪的存在。派特森與帕克斯頓相識，並期望獲得後者的資助以進行探險活動。
與此相對，支持影片真實性的觀點則認為，影片中所呈現的影像難以被偽造，尤其對於像派特森這樣的服裝製作初學者而言更是幾乎不可能完成。比爾·蒙恩斯（Bill Munns）針對影片細節做了詳細分析，主張這些特徵無法以1967年當時的特效技術重現，且其實驗嘗試皆告失敗。丹尼爾·佩雷斯（Daniel Perez）於1992年撰文指出：「若該影片為偽造，無論是穿著服裝的人還是機械裝置，科學理應能輕易複製，但二十五年過去了，仍無人能做到。」他後續更表示：「這段影片從未被令人信服地複製過。對任何有思考能力的人而言，這本身已說明一切。」
對此，格雷格·朗回應：「他們手上的影片並不具說服力，抱歉，那不是證據。」
人類學家大衛·達格林（David Daegling）指出，較為懷疑的觀點認為，派特森的運氣過於理想化：「他本想拍攝一部關於大腳怪的紀錄片，卻幾乎是偶然碰巧遇見大腳怪。」但戴格林同時認為派特森的推理具合理性：既然要尋找神秘目標，自然會前往已有目擊報告的地點。他提及，Bluff Creek曾是惡作劇者雷·華萊士（Ray Wallace）於1958年的活動地點之一，而派特森本人在著作中提及曾與華萊士會面。不過，戴格林仍指出影片中某些特徵及其故事情節存在疑點。
克蘭茲認為，若有足夠資源，派特森可能會策劃這種惡作劇。（派特森身為一位技藝精湛的平面藝術家，其繪製的馬匹及其他野生動物作品展現對肌肉結構與解剖學的深刻理解。）然而，克蘭茲也指出，派特森「根本沒有足夠的知識或設備來完成此事，當時更無人能做到……當談及某些更專業的生物力學細節時，他露出迷茫的神情，像是失去理解方向但仍努力專心聆聽的學生。創造此等惡作劇必須掌握這些細節，例如能看出小腿（脛骨）前側的前向位置，但卻無法理解與足部槓桿原理的關聯。」
多次訪問派特森與吉姆林的彼得·伯恩（Peter Byrne）曾指出：「兩人最大的缺陷是缺乏製作如此被譽為傑作的惡作劇所需的智力。」戴格林亦指出：「多數熟識派特森者均認為，派特森與吉姆林都不具備完成如此複雜計畫的聰明才智。」

### 菲利普·莫里斯
2002年，位於北卡羅來納州，專門銷售服裝、道具及舞台用品的公司「Morris Costumes」擁有者菲利普·莫里斯（Philip Morris）宣稱，他製作了一套猩猩服裝，該服裝被用於派特森的影片中。莫里斯表示，他曾於1980年代在「服裝會議、講座和魔術師大會」上討論自己在這場騙局中的角色，但直到2002年8月16日，才首次對大眾發表相關說法，當日他於北卡羅來納州夏洛特的WBT電台公開談論此事。 他的故事同時刊載於《The Charlotte Observer》。莫里斯稱，他之所以不願早些揭露這場騙局，是因為擔心會損害自己的生意：透露表演者的秘密通常被視為不光彩的行為。
莫里斯表示，他於1967年透過郵購將一套猩猩服裝賣給派特森，當時以為派特森要將這套服裝用於一場所謂的「惡作劇」。（一般而言，他所販售的猩猩裝主要用於一種流行的馬戲團表演套路，該表演展示了一位據稱來自偏遠地區的美女，被巫師或科學家變成猩猩或其他類型的類人怪物。）莫里斯指出，在最初的交易之後，派特森曾致電給他，詢問如何讓「肩膀更壯碩」以及「手臂更長」。莫里斯表示，他建議穿著服裝的人應穿上橄欖球護肩，並在服裝內手持木棍，以增加臂長。
對於影片中生物的步態，莫里斯解釋說：
大腳怪研究者說，沒有人能像影片中的那樣走路。哦，當然可以！當你穿著長長的小丑鞋時，就不能先以腳掌著地。你必須整個腳掌平放，否則就會絆倒。還有一點，當你戴上猩猩頭套時，你的頭只能轉大約四分之一圈。要回頭看時，你必須同時轉動頭部、肩膀和臀部。而且，服裝裡的護肩會擋住下巴。這就是為什麼影片中的大腳怪會那樣扭動整個上半身回頭看的原因。
莫里斯的妻子兼生意夥伴艾米（Amy）證實了丈夫的說法，並聲稱曾幫忙縫製該服裝。然而，莫里斯並未提供任何其他證據來支持其說法，最明顯的缺陷是缺乏一套能夠與影片中呈現的細節相匹配，且可能在1967年製作出的猩猩裝，或任何相關文件。
「派特森–吉姆林影片」的重現實驗於2004年10月6日在「牛營」（位於雅基馬以西約41英里（約66公里）的里姆羅克湖附近）進行。此次實驗距離格雷格·朗（Greg Long）的著作發表已有六個月，且距離朗首次聯繫莫里斯已有11個月。大腳怪研究者丹尼爾·佩雷斯（Daniel Perez）表示，「國家地理的製作人諾爾·多克斯特（Noel Dockster）...指出重現實驗中使用的服裝與影片中所呈現的完全不同」。

### 鮑伯·海羅尼默斯
鮑伯·海羅尼默斯聲稱自己就是派特森影片中所描繪的身影。他表示，之前未公開談論此事是因為希望最終能得到報酬，且害怕坦承後會被控詐欺。經律師建議後，他得知自己並未因此事獲利，不會被追究法律責任。
1999年1月30日，海羅尼默斯透過律師巴里·伍德德（Barry Woodard）發布新聞稿公開此事，這是在他觀看1998年12月28日福克斯電視特別節目《世界最大騙局：秘密終於揭曉？》一個月後。他表示：「我說的都是真話，三十七年來我累了。」五天後，第二則報導指出他的律師事務所接到大量媒體電話，「我們正在等待風波平息」，律師說，他們正在評估各種邀約，也很快會完整公開真相。
海羅尼默斯的姓名及其指控於五年後在葛雷格·朗（Greg Long）著作《大腳怪的製作》（The Making of Bigfoot）中首次公開，該書中包含支持他的證詞：
- 他的家人（母親奧珀爾（Opal）及侄子約翰·米勒（John Miller））聲稱曾在海羅尼默斯的車中看見猩猩裝，奧珀爾說她是在拍攝影片兩天後看到該服裝。[250]
- 長期好友羅斯·博漢農（Russ Bohannon）表示海羅尼默斯於1968或1969年曾私下透露這是一場騙局。[251]
- 另一位好友伯納德·哈默邁斯特（Bernard Hammermeister）也說他曾在海羅尼默斯車上看到猩猩裝，但朗未指明時間。海羅尼默斯曾告訴哈默邁斯特要他保密，因為「這件事還有賄賂款沒到手。」[252]

朗認為菲利普·莫里斯所說的服裝與海羅尼默斯所穿的是同一件，但兩者描述的服裝細節有多處不同，主要差異如下：
- 服裝材質：馬皮 vs.戴內爾（英语：Dynel）合成纖維，海羅尼默斯表示，他兄弟霍華德（Howard）曾告訴他，派特森說服裝是用馬皮製成的。[254] 他估計服裝重約20至25磅（約9至11.3公斤）：「馬皮很重。」他補充說，「它很臭，羅傑用剝下的死馬皮做的。」 然而莫里斯則說服裝是用戴內爾（一種較輕的合成材料）製成，且幾乎無味。莫里斯稱那是他們「標準款服裝，賣給所有客戶」[239]，售價435美元[241]，比競爭對手便宜。[255]
- 此外，霍華德說馬皮是「真正的深棕色」，而朗指出莫里斯1967年使用的是棕色戴內爾。[256] 莫里斯不會想要「真深」棕色，因為他想讓服裝的棕色與他們表演中的黑色背景形成對比。[256]
- 服裝樣式：上下分開 vs. 一件式後拉鍊連身衣，海羅尼默斯形容服裝沒有金屬件，上半身「就像穿T恤一樣穿上」。[257] 在布拉夫溪（Bluff Creek）他穿上「上半身」。[258] 對於「下半身」部分，他猜測是用抽繩束緊。
- 手和腳：連身式 vs. 分開式，海羅尼默斯描述服裝的手腳是與衣服連結的。但莫里斯製作的服裝是手和腳分開的。朗推測派特森將這些部分釘或黏在服裝上，卻無證據支持此說法。若是派特森這樣做，必須是在海羅尼默斯試穿和走動之前，然而海羅尼默斯描述的是三件式套裝（頭部、上半身和褲子），且沒提過測量尺寸的事。
- 朗推測派特森可能修改服裝，僅將莫里斯分離的手和腳黏在服裝上，並更換面具。[259]

部分影片支持者認為海羅尼默斯的手臂比大腳怪短，身高也比影片中生物矮（矮約14英吋／35.6公分）。不過海羅尼默斯表示他穿著美式足球護肩，可能造成肩膀與手臂看起來比例不協調。他也否認服裝內有延長手臂的棍子，並說他戴著「手套，比我的手稍長一些」。

### 雷·華萊士
雷·華萊士於2002年去世後，在洛倫·科爾曼要求《西雅图时报》記者鮑勃·楊（Bob Young）調查後，華萊士家族公開宣稱他自1958年起，曾在加利福尼亞州多處地點使用木製腳模製作假足跡，成為大腳怪現象的始作俑者。
- 《Strange》雜誌主編馬克·喬爾文斯基（Mark Chorvinsky）推廣華萊士的說法，指出華萊士曾準確告知羅傑·派特森（Roger Patterson）在哪裡能找到大腳怪蹤跡。[264] 喬爾文斯基寫道：「雷·華萊士於1982年對研究者丹尼斯·皮爾契斯（Dennis Pilchis）表示：『羅傑·派特森曾多次來訪，並向我打聽大腳怪的相關事宜。我很同情他，知道他罹患淋巴腺癌且經濟拮据，想找些收入。他就去了我告訴他的地方，守在河岸上的那個點。』」[179][265]
- 大衛·戴格林（David Daegling）總結喬爾文斯基的論點，認為華萊士「在某種程度上參與了」派特森–吉姆林影片，此說法對影片的真偽帶來質疑。[266]
- 洛倫·科爾曼指出，派特森作為早期大腳怪調查者，尋訪包括華萊士在內的目擊事件關鍵人物，是理所當然的事，特別是針對1958年布拉夫溪的足跡事件。科爾曼認為華萊士與1967年的派特森影片無關，並指出媒體誤將1970年代華萊士的影片與1967年派特森–吉姆林影片混淆。[267]
- 傑夫·梅爾德倫（Jeff Meldrum）在其著作《大腳怪：傳說與科學的碰撞》中，詳細討論華萊士及其家人在去世後持續指控中的問題，並指出其中存在重大疑點。[268]

### 相關書籍
主要的造假指控在以下著作中有總結與批評：
- 克里斯多福·墨菲（Christopher Murphy）的兩本著作。[269][270]
- 洛倫·科爾曼的《大腳怪！美國猿人的真實故事》。[271]
- 大衛·戴格林的《大腳怪揭秘》。[272]

## 另見
- 流行文化中的大腳怪（英语：Bigfoot in popular culture）
- 被認為最重要的照片列表（英语：List_of_photographs_considered_the_most_important）
- 彼得·C·伯恩（英语：Peter_C._Byrne）

## 註解
1. ↑  不過，克里夫·巴拉克曼（Cliff Barackman）的網站指出，鑄模在晾乾時刻的年份是1963年。克里夫主張派特森書中提到的1964年很可能是錯誤。[18]
2. ↑  此時期是當時唯一所有士兵有三天空閒的時段。
3. ↑  但格倫·科林（Glen Koelling）表示，「據我了解，羅傑（Roger）的姊夫從該影片賺了不少錢，但羅傑卻未能取得應得的份額……羅傑曾對我及其他多人說過這件事，我相信他們。」[94]大腳怪專書作者麥可·麥克勞德（Michael McLeod）亦有類似結論。[95]
4. ↑  
  - 勒內·達欣登擁有其中一份複製品直到他去世。該影片目前由達欣登的家族持有。
  - 約翰·威利森·格林仍然擁有他的複製品。[155]，格林檔案中的這份拷貝是他從溫哥華的Canawest複製自原件的版本。
  - 葛羅弗·克蘭茲的複製品，該複製品在克蘭茲去世後捐贈給了史密森尼學會」。[156]
  - 喬恩·埃里克·貝克喬德（已去世）曾將他的複製品以100萬美元價格出售；不清楚該複製品是否已售出或後來的下落如何。
  - 據悉彼得·柏恩（Peter Byrne）共有一份複製品，然而對於其曾出售或捐贈過他的複製品，尚無相關消息。
  - 為了製作商業化紀錄片，美國國家企業 (ANE) 製作了一份複製品。[157]
  - 派特森的遺孀在銀行保險庫中保存了一份複製品，她曾允許比爾·曼斯取用以進行分析工作。
5. ↑  
  - Canawest Labs 為約翰·威利森·格林製作的Ektachrome母帶。
  - 派特森和DeAtley曾在電影院播放的「派特森–吉姆林影片劇院紀錄片的完整複製品。
  - 包含派特森–吉姆林影片片段的BBC紀錄片。
  - ANE製作的紀錄片《Bigfoot: Man or Beast?》。

## 書目

### 懷疑論
- Joshua Blu Buhs. . University of Chicago Press. 2009: 131–56, 187–92. ISBN 978-0-226-07979-0.
- 大衛·J·達格林. . Altamira Press. 2004: 105–55. ISBN 0-7591-0539-1.
- Greg Long. . Prometheus Books. 2004. ISBN 1-59102-139-1.
- 麥可·麥克勞德. . . University of California Press. 2009: 79–141. ISBN 978-0-520-25571-5.
- 约翰·R·内皮尔. . E. P. Dutton. 1973: 89–96, 126, 203. ISBN 0-525-06658-6.

### 其他由科學家
- Dmitri Bayanov. . Moscow: Crypto-Logos. 1997. ISBN 5-900229-22-X.
- Jeff Glickman.  (PDF). North American Science Institute / PHOTEK. 1999: 10–22  [2025-05-30]. （原始内容存档 (PDF)于2025-07-22）.
- 格羅弗·克蘭茨. . Hancock House. 1999: 87–124, 300–14 [1992]. ISBN 0-88839-447-0.
- Vladimir Markotic; Grover Krantz (编). . Calgary: Western Publishers. 1984: 174–85, 218–35.
- 傑弗里·梅爾德倫. . Forge Books. 2007: 137–78. ISBN 978-0765312174.
- 羅伯特·邁克爾·派爾. . Houghton Mifflin Harcourt. 1995: 207–11. ISBN 0-395-44114-5.
- 伊凡·桑德森. . Pyramid Books. 1969: 65–79.

### 其他由非科學家
- 彼得·伯恩. . Acropolis Books. 1975: 133–66. ISBN 0-87491-159-1.
- Thom Cantrall. . The Prologue contains an interview of Bob Gimlin and a transcript of a talk by him at a 2010 Ohio Bigfoot Conference. CreateSpace. 2013: 4–24. ISBN 978-1490567846.
- Loren Coleman; 傑羅姆·克拉克. . Fireside Books. 1999: 55–56, 197–200. ISBN 0-684-85602-6.
- ——. . Paraview Pocket Books. 2003: 81–110. ISBN 0-7434-6975-5.
- 洛倫·科爾曼. . Greg Taylor  (编). . Brisbane, Australia: Daily Grail Publishing. 2007: 95–109. ISBN 978-0-9757200-1-1.
- 約翰·威利森·格林. . Hancock House. 2006: 113–31 [1978]. ISBN 0-88839-018-1.
- Robert & Frances Guenette. . Sun Classics. 1975: 113–25.
- Don Hunter, with 勒內·達辛登. . Firefly Books. 1993: 114–25, 172–78 [1973]. ISBN 1-895565-28-6.
- William Munns. . self-published. 2014. ISBN 978-1500534028.
- Christopher Murphy. . Hancock House. 2008. ISBN 978-0-88839-658-7.
- ——. . Hancock House. 2009: 42–103. ISBN 978-0-88839-689-1.
- Roger Patterson & Chris Murphy. . Illustrated by Roger Patterson. Hancock House. 2005 [1966]. ISBN 0-88839-581-7.
- Daniel Perez. . Bigfoot Times. 2003 [1992]. ISBN 99948-943-2-3.
- Marian Place. . Dodd, Mead. 1974: 134–44. ISBN 0-396-06883-9.
- Barbara Wasson. . self-published. 1979: 65–85. ISBN 0-9614105-0-7.
- Tate Hieronymus (2018). Interview with Bob Gimlin in front of the big tree, visible in frame 352 of the Patterson - Gimlin Film. The full interview can only be seen at Cliff Barakman’s “North American Bigfoot Center” in Boring, OR.

## 外部連結
- 大腳怪在 （页面存档备份，存于）《懷疑論者字典（英语：The Skeptic's Dictionary）》的條目
- 互联网电影数据库（IMDb）上《派特森–吉姆林影片》的资料（英文）
- Dunning, Brian. . Skeptoid. August 13, 2013.

### 訴訟相關
- Transcript of Bobbie Short's taped interview with John Chambers, October 27, 1997 (Original print copy of the interview: NASI Newsletter, January 1998. Reprinted in The Track Record, November 1, 1998)

### 與鮑勃·海羅尼穆斯相關
- "Sasquatch Speaks: The Truth Is Out There" by Richard Lei （页面存档备份，存于） (Brief; quotes from Heironimus and counter-quotes by Goodall, Green, and a lawyer, March 7, 2004) at washingtonpost.com
- Interview of Bob Heironimus, March 22, 2004, Countdown with Keith Olbermann at countdownlibrary.com (begins 80% of the way through)
- "Response to Critics," by Greg Long, 2005 at northwestmysteries.com (via Wayback Machine)
- "Some Reasons for Caution about the Bigfoot Film Exposé," by Michael Dennett, Skeptical Inquirer Volume 29.1, January/February 2005 （页面存档备份，存于） at csicop.org (paywalled)

41°26′25″N 123°42′7″W / 41.44028°N 123.70194°W